# Virandeville
Virandeville ist eine französische Gemeinde mit 771 Einwohnern (Stand 1. Januar 2022) im Département Manche in der Region Normandie. Sie gehört zum Kanton Cherbourg-Octeville-3.

## Geografie
Virandeville liegt auf der Halbinsel Cotentin an der D650, zwölf Kilometer südwestlich von Cherbourg-Octeville, zehn Kilometer südwestlich von Équeurdreville-Hainneville und sieben Kilometer nordöstlich der Küste des Ärmelkanals bei Siouville-Hague. Nachbargemeinden von Virandeville sind Saint-Christophe-du-Foc im Süden, Teurthéville-Hague im Nordosten und Helleville im Westen. Außerdem gehören zu Virandeville die Weiler Hameau les Contes und Baudretot. Die Divette fließt westlich des Ortskerns durch das Gemeindegebiet.

## Geschichte
Laut François de Beaurepaire ist der Ortsname gallischen Ursprungs und entstand aus dem Wort eganda, einem Synonym für „Wasser“. Der Zusatz -villa sei im 10. Jahrhundert erfolgt. Laut Ernest Nègre wurde Virandeville als Virandevilla zwischen 996 und 1008 erstmals urkundlich erwähnt. Er nimmt an, dass Wirandus eine Form eines germanischen Namens gewesen sei, der mit Guirandus verwandt war. Oder ist das erste Element der germanische Name Wirandus.
Die Priorei Sainte-Croix wurde 1197 in Virandeville gegründet, sie gehörte zuerst zur Benediktinerabtei in Saint-Sauveur-le-Vicomte und später zur Abtei von Saint-Pierre-de-Cormeilles. Während der Französischen Revolution (1789–1799) wurden die Reliquien des 1859 seliggesprochenen Thomas Hélye (1180–1257) in Virandeville aufbewahrt.

## Bevölkerungsentwicklung
| Jahr      | 1962 | 1968 | 1975 | 1982 | 1990 | 1999 | 2010 | 2018 |
| Einwohner | 536  | 504  | 468  | 631  | 731  | 762  | 804  | 788  |

## Sehenswürdigkeiten
- Kirche Saint-Amand
- Kapelle aus dem 15. Jahrhundert, die zur Priorei Sainte-Croix gehörte, heute Wohngebäude.[2]

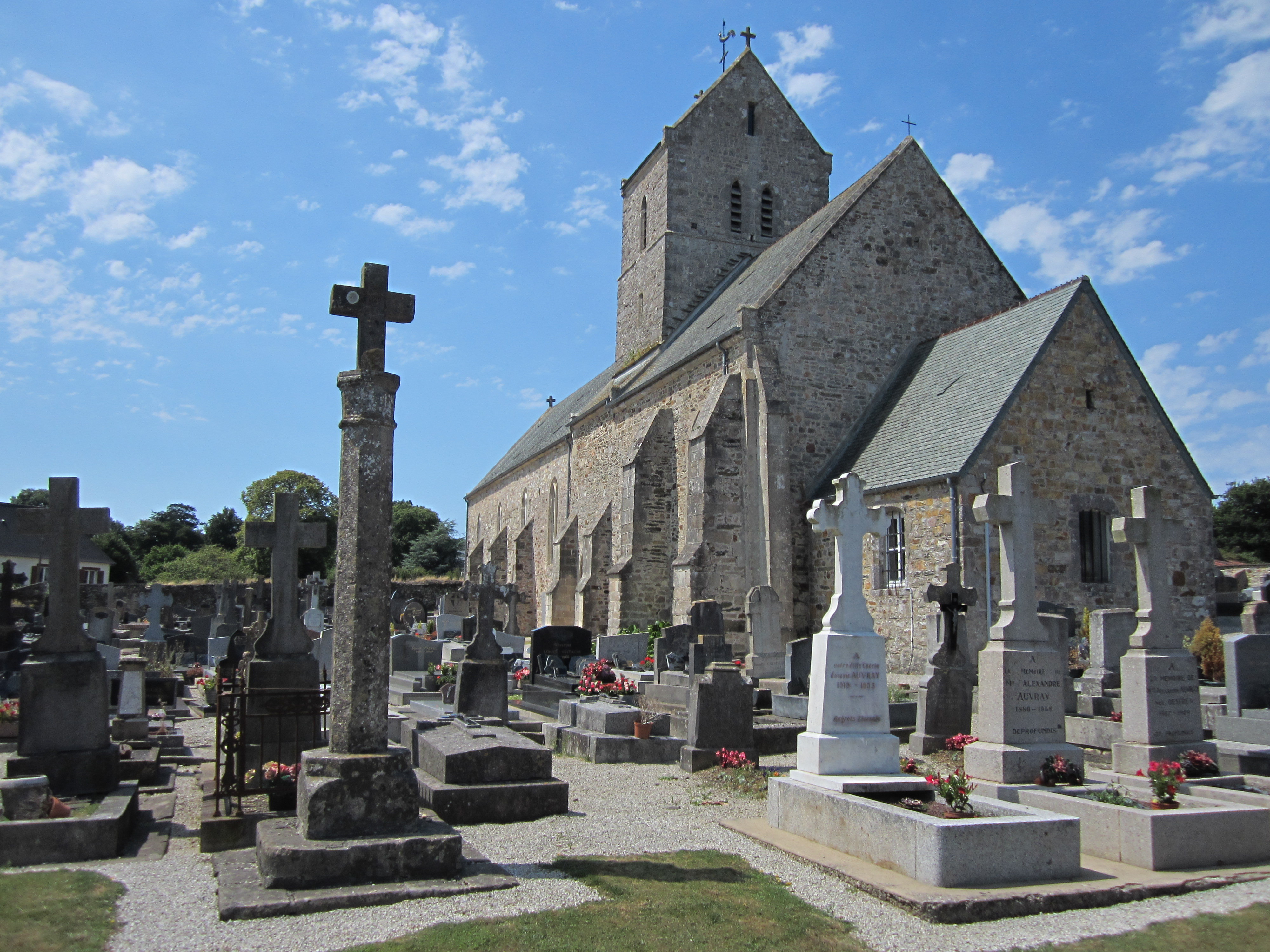
Kirche Saint-Amand